# Quand j'avais cinq ans je m'ai tué (film)
Pour l’article homonyme, voir Quand j'avais cinq ans je m'ai tué.
Pour plus de détails, voir Fiche technique et Distribution.
Quand j'avais 5 ans je m'ai tué est un film français réalisé par Jean-Claude Sussfeld, sorti en 1994.

## Synopsis
En 1962, Gilbert (Gil), un enfant d'une dizaine d'années, est interné dans un hôpital psychiatrique pour mineurs, « à cause de ce qu'il a fait à Jessica ».
Il raconte au Dr Édouard Valmont son conflit avec l'autorité et sa forte relation avec Jessica, sa camarade de classe. Le médecin développe amitié et confiance avec Gil, malgré sa hiérarchie qui tente de l'en empêcher.

## Fiche technique
- Titre : Quand j'avais cinq ans je m'ai tué
- Réalisation : Jean-Claude Sussfeld
- Scénario : Jean-Pierre Carasso et Jean-Claude Sussfeld, d'après le roman éponyme de Howard Buten
- Musique : Pierre Delas, Fabrice Aboulker et Amaury Blanchard
- Photographie : Jean-Paul Rosa da Costa
- Costumes : Caroline de Vivaise
- Pays d'origine :  France
- Format : couleurs - 35 mm
- Genre : comédie dramatique
- Durée : 100 minutes
- Date de sortie : 2 février 1994

## Distribution
- Hippolyte Girardot : Dr Édouard Valmont
- Patrick Bouchitey : Dr Névélé
- Dimitri Rougeul : Gilbert « Gil » Rembrant
- Salomé Lelouch : Jessica Wilson
- Anny Romand : Mme Cochrane
- François Clavier : le père de Gil
- Claude Duneton
- Ludovic Gadois : Martin Polaski
- Raymonde Heudeline
- Amar Ioudarene : Tignasse
- Laetitia Legrix : Anne Gendron
- Charlotte Lowe
- Antoine Du Merle : Gil à 5 ans
- Blanche Ravalec : la mère de Gil